# Снопотская волость (Брянский уезд)
Сно́потская волость — административно-территориальная единица в составе Брянского (с 1921 — Бежицкого) уезда.
Административный центр — село Снопот (Снопоть).

## История
Волость была образована в 1880-е годы из части Молотьковской волости. Являлась самой северной волостью уезда, граничила со Смоленской и Калужской губерниями.
В ходе укрупнения волостей, в 1924 году Снопотская волость была упразднена, а её территория присоединена к Вороновской волости.

## Административное деление
По состоянию на 1920 год, Снопотская волость включала в себя следующие сельсоветы: Будянский, Верхнебунёвский, Взголяжский, Глуховский, Дубровский, Жалынецкий, Княгининский, Копальский, Косеватский, Крутицкий, Малоборский, Новоалександровский, Новогородецкий, Новохотмировский, Павлослободский, Пятницкий, Селиловичский, Снопотский 1-й и 2-й, Соколиноборский, Старохотмировский, Стреченский, Сусловский, Шаховский.